# Jeruk (Miri)
Jeruk (oude spelling Djeroek) is een plaats en bestuurslaag op het 4de niveau (kelurahan/desa).
Jeruk ligt in het zuidelijke deel van het onderdistrict (kecamatan) Miri in het regentschap Sragen van de provincie Midden-Java, Indonesië. 
Jeruk telt 3.688 inwoners (volkstelling 2010).
Binnen de desa Jeruk liggen 14 dorpen en gehuchten.
Bagor · Brojol · Doyong · Geneng · Gilirejo · Gilirejo Baru · Girimargo · Jeruk · Soko · Sunggingan
Gemolong · Gesi · Gondang · Jenar · Kalijambe · Karangmalang · Kedawung · Masaran · Miri · Mondokan · Ngrampal · Plupuh · Sambirejo · Sambung Macan · Sidoharjo · Sragen · Sukodono · Sumberlawang · Tangen · Tanon